# Sébastien Buemi
Sébastien Olivier Buemi (Aigle, 31 oktober 1988) is een Zwitsers autocoureur, momenteel actief in de Formule E voor Nissan e.Dams en het FIA World Endurance Championship (WEC) voor Toyota. Tussen 2009 en 2011 kwam hij uit in de Formule 1 voor het team Scuderia Toro Rosso. In 2014 werd hij kampioen in het WEC met zijn teamgenoot Anthony Davidson. In het seizoen 2015-2016 won hij het tweede Formule E-kampioenschap. In 2018, 2019, 2020 en 2022 won hij de 24 uur van Le Mans. In het seizoen 2018-19 werd hij met zijn teamgenoten Fernando Alonso en Kazuki Nakajima kampioen van het WEC.

## Carrière

### Formule BMW
Nadat hij overstapte uit het karten, nam Buemi in 2004 en 2005 deel aan het Duitse formule BMW kampioenschap. Hij eindigde die jaren als derde en vierde in het kampioenschap.

### Formule 3
Na een deelname in 2005 aan het Spaanse F3 kampioenschap, stapte Buemi in 2006 over naar de Formule 3 Euroseries, waar hij als elfde eindigde in het kampioenschap. In 2007 nam hij opnieuw deel aan deze klasse en finishte hij als tweede in het kampioenschap.

### A1 Grand Prix
Tijdens het seizoen 2006-2007 was Buemi, samen met Neel Jani en Marcel Fässler racecoureur voor het Zwitserse A1GP-team. Het team finishte dat seizoen als achtste.

### GP2
Buemi werd in 2007 aangesteld als coureur bij ART Grand Prix, hij startte daar halverwege het seizoen als vervanger voor Michael Ammermüller, tijdens de GP van Monaco. Deze eerste race maakte hij indruk met een vierde kwalificatietijd en een zevende plek in de race. In 2008 stapte Buemi over naar het Nederlandse Arden team. Hij won een aantal races en werd zesde in het klassement.

### Formule 1
In 2007 werd Buemi een eerste F1-test aangeboden door het team van Red Bull. Tijdens deze test maakte hij een goede indruk door de derde tijd van de dag te rijden.
Op 16 januari 2008 werd Buemi bevestigd als officiële testcoureur voor Red Bull.
In 2009 reed Buemi zijn eerste Formule 1-seizoen als tweede coureur voor Scuderia Toro Rosso, hij reed met het startnummer 12. Zijn teamgenoot was de Fransman Sébastien Bourdais, die echter, vanwege tegenvallende resultaten, halverwege het seizoen werd vervangen door Jaime Alguersuari.
Het seizoen begon goed voor Buemi en Toro Rosso, met twee punten in zijn debuutrace. In China pakt hij zijn derde punt, maar na China gaat het bergaf, vooral met teamgenoot Sébastien Bourdais. In de GP van Brazilië pakte hij twee punten en voegde er nog eentje bij op het gloednieuwe circuit van Abu Dhabi, evenals de seizoensafsluiter. Buemi beëindigde zijn debuutseizoen met 6 punten en een zestiende plaats in het kampioenschap.
In 2010 kwam hij ook voor Scuderia Toro Rosso uit.
Bij Scuderia Toro Rosso werd Buemi na het seizoen 2011 bedankt voor bewezen diensten, omdat de renstal een leerschool moest blijven voor jonge talenten, met als doel later door te stoten naar Red Bull. Buemi reed toen al drie jaar voor Scuderia Toro Rosso en keerde nadien terug naar zijn oude rol als reserve- en testcoureur bij Red Bull.

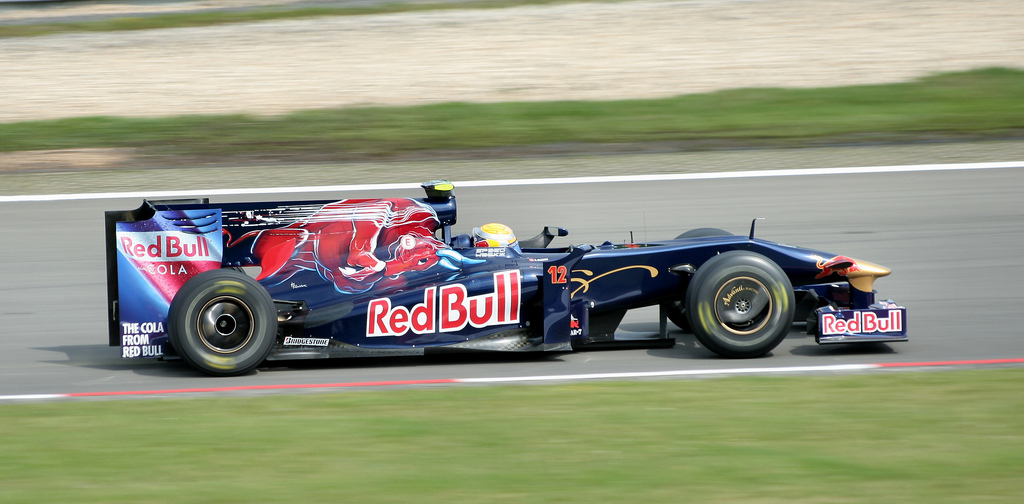
Buemi rijdend voor Toro Rosso in 2009.

### Endurance
Na zijn gedwongen vertrek uit de Formule 1, stapte Buemi in 2012 over naar het FIA World Endurance Championship, waar hij voor Toyota Racing de 24 uur van Le Mans reed met Anthony Davidson en Stéphane Sarrazin als teamgenoten. Zij moesten de race na 82 ronden echter staken.
In 2013 reed Buemi met Davidson en Sarrazin het gehele seizoen van het WEC, met een tweede plaats op Le Mans en een overwinning op het Bahrain International Circuit als hoogtepunten. Zij eindigden als derde in het kampioenschap met de fabrieksrijders van Audi voor zich.
In 2014 reed Buemi met Davidson en Nicolas Lapierre opnieuw in het WEC. De eerste twee races op Silverstone en Spa-Francorchamps werden gewonnen. Op Le Mans crashte Lapierre echter al na een uur met de Audi van Marco Bonanomi, waardoor de Toyota met schade de pits in werd gereden. Nadat de schade hersteld was, kwamen ze alsnog als derde aan aan de finishlijn.
De seizoenen 2015 en 2016 waren erg moeilijk voor het Toyota-team van Buemi, Davidson en Kazuki Nakajima, waarin zij slechts tweemaal op het podium eindigden. In 2016 leken zij de 24 uur van Le Mans te winnen, maar vijf minuten voor het eind van de race viel hun auto stil met technische problemen. In 2017 kenden zij een beter seizoen waarin zij vijf overwinningen boekten en tweede werden in de eindstand, achter de Porsche van Timo Bernhard, Earl Bamber en Brendon Hartley. In het seizoen 2018-2019 moest Davidson in de auto plaatsmaken voor Fernando Alonso. In deze opstelling won het team op Spa-Francorchamps en behaalden zij de eerste zege voor Toyota in de 24 uur van Le Mans.

### Formule E
In het seizoen 2014-2015 rijdt Buemi in het elektrische kampioenschap Formule E. Hij komt hier uit voor e.dams Renault, met Nicolas Prost als teamgenoot. Hij behaalde tijdens het seizoen overwinningen in Punta del Este, Monte Carlo en Londen en miste de titel met één punt verschil op Nelson Piquet jr. In het tweede seizoen won hij races in Peking, Punta del Este en Berlijn en werd met twee punten voorsprong op Lucas di Grassi de tweede Formule E-kampioen, terwijl e.Dams ook kampioen werd bij de teams.

## Formule 1-carrière
| Jaar/Jaren  | Team       |
| ----------- | ---------- |
| 2009 - 2011 | Toro Rosso |

|                       | 2009 | 2010 | 2011 | Totaal |
| --------------------- | ---- | ---- | ---- | ------ |
| Aantal races          | 17   | 19   | 19   | 55     |
| Aantal zeges          | 0    | 0    | 0    | 0      |
| Aantal pole-positions | 0    | 0    | 0    | 0      |
| Aantal snelste ronden | 0    | 0    | 0    | 0      |
| Aantal podiumplaatsen | 0    | 0    | 0    | 0      |
| Aantal WK-punten      | 6    | 8    | 15   | 29     |
| Eindstand WK          | 16   | 16   | 15   |        |

### Totale Formule 1-resultaten
| Seizoen | Inschrijving        | Chassis         | Motor              | 1      | 2      | 3      | 4      | 5      | 6      | 7      | 8      | 9      | 10     | 11     | 12     | 13     | 14     | 15     | 16     | 17     | 18     | 19     | Pos | Punten |
| ------- | ------------------- | --------------- | ------------------ | ------ | ------ | ------ | ------ | ------ | ------ | ------ | ------ | ------ | ------ | ------ | ------ | ------ | ------ | ------ | ------ | ------ | ------ | ------ | --- | ------ |
| 2009    | Scuderia Toro Rosso | Toro Rosso STR4 | Ferrari 056 2.4 V8 | AUS 7  | MAL 16 | CHN 8  | BHR 17 | ESP NF | MON NF | TUR 15 | GBR 18 | GER 16 | HUN 16 | EUR NF | BEL 12 | ITA 13 | SIN NF | JPN NF | BRA 7  | ABU 8  |        |        | 16  | 6      |
| 2010    | Scuderia Toro Rosso | Toro Rosso STR5 | Ferrari 056 2.4 V8 | BHR 16 | AUS NF | MAL 11 | CHN NF | ESP NF | MON 10 | TUR 16 | CAN 8  | EUR 9  | GBR 12 | GER NF | HUN 12 | BEL 12 | ITA 11 | SIN 14 | JPN 10 | KOR NF | BRA 13 | ABU 15 | 16  | 8      |
| 2011    | Scuderia Toro Rosso | Toro Rosso STR6 | Ferrari 056 2.4 V8 | AUS 8  | MAL 13 | CHN 14 | TUR 9  | ESP 14 | MON 10 | CAN 10 | EUR 13 | GBR NF | GER 15 | HUN 8  | BEL NF | ITA 10 | SIN 12 | JPN NF | KOR 9  | IND NF | ABU NF | BRA 12 | 15  | 15     |

## Privé
- Buemi is van Zuid-Italiaanse afkomst. Hij woonde gedurende lange tijd in Bahrein maar besloot samen met zijn vrouw te verhuizen naar Monaco, waar het paar nu met hun drie kinderen woont.
- Zowel Buemi's grootvader als zijn nicht, Natacha Gachnang, deden ook aan autosport.